# 金达斯桥
金达斯桥（阿拉伯语：‎，羅馬化：Jisr Jindās），希伯来语称为卢德桥（希伯來語：‎，羅馬化：Gesher Lod），别称拜巴尔桥（阿拉伯语：‎，羅馬化：Jisr Baybars），是位于以色列卢德北出口的古代拱桥，建于公元1273年。该桥跨越阿亚隆干河，向南通往卢德和拉姆拉。该桥得自1948年前位于桥东侧的金达斯村，该村庄的历史或可追溯到1129年，当时的一份拉丁文特许状中提到了“金达斯的‘casal’”。金达斯桥是苏丹拜巴尔一世在巴勒斯坦修建的最著名的桥梁，其他修建的桥梁还有伊卜奈桥和伊斯杜德桥。

## 历史
该桥建于伊斯兰历672年（公元1273年），但据信其地基早在罗马时期就已建立。1896年，法国东方学家夏尔·西蒙·克莱蒙-加诺首次对该桥进行了现代研究。他指出，一篇阿拉伯编年史提到拜巴尔一世于公元1273年在拉姆利赫附近修建了两座具有重要意义的桥，以便其军队在埃及和叙利亚北部之间通行。两座桥中一座是本桥，另一座被认为是伊卜奈桥。
莱蒙-加诺得出结论称，这座桥的石材取自圣乔治教堂的废墟，该教堂在十字军与阿尤布王朝战争中被摧毁。
桥两侧的中央拱门上方都有一块长方形石板，上面刻有内容几乎相同的铭文，铭文两侧的面板上刻有狮子（或豹子）的图案。东侧的铭文如下：
奉至仁至慈的真主之名，愿真主保佑我们的主穆罕默德及其家人和同伴！这座圣桥是由我们的主人，伟大的苏丹马利克·扎希尔·鲁克-丁·拜巴尔，阿布德·穆塔利卜之子，在他的儿子苏丹王马利克·赛义德·纳西尔丁·巴雷凯·汗的时代下令修建的，愿真主颂扬他们的胜利，并赐予他们恩典。这是在渴望真主怜悯的卑微仆人阿拉丁·阿里·苏瓦格的指挥下进行的，愿真主在671年斋月宽恕他和他的父母。

‎

1882年，巴勒斯坦勘探基金的《巴勒斯坦西部调查》（Survey of Western Palestine）指出，这些雕塑和铭文似乎是撒拉森人的作品。铭文中提到的阿拉丁·阿里·苏瓦格（Ala al-Din Ali al-Suwwaq）正是三年前负责监督卢德大清真寺建设的官员。
18至19世纪期间，该桥是卢德分区的一条主要道路，该分区从南部的莫迪因马加比勒特向北延伸至埃爾阿德；从东部的山麓，穿过卢德谷一直延伸到西部的雅法郊区。该地区有大约20个村庄、数千居民，以及数万公顷的优质农田。

## 设计
金达斯桥长30多公尺，宽10米，为南北走向。它由三个拱门门和两个中央桥墩组成，中间的拱门比两侧的拱门更宽。

## 雕塑
拜巴尔将豹作为纹章，并将其刻在钱币和建筑物上，其原因可能是他的名字在其母语突厥语中意为“大豹”。而金达斯桥铭文两侧的面板上印有一只在玩弄老鼠的狮子（一说是豹子），其中的老鼠可能象征着拜巴尔的十字军敌人。
根据摩西·沙龙的说法，金达斯桥上的狮子与耶路撒冷狮子门和加沙城巴沙宫上的狮子相似，三者都代表着拜巴尔。与金达斯桥上的狮子不同的是，加沙城的狮子上刻有交错的线条，似乎想体现豹斑；但两处的狮子都有相似的轮廓。据沙龙估计，它们都完成于公元前1273年左右。
- 金达斯桥上的拜巴尔狮子
- 耶路撒冷狮子门上的拜巴尔狮子
- 戈兰高地黑门山上尼姆罗德城堡（英语：Nimrod Fortress）的拜巴尔狮子